# Håkan Arvidsson (historiker)
Håkan Arvidsson, född 1943,  är en svensk historiker som undervisade vid universitetet i Roskilde i 35 år. Han var aktiv i vänsterrörelsen i slutet av 1960-talet och har skildrat sin tid som kommunist i boken Vi som visste allt. Arvidsson skulle senare byta ideologisk inriktning och hamna i ett slags liberalkonservatism.